# Гловацкий, Бартош

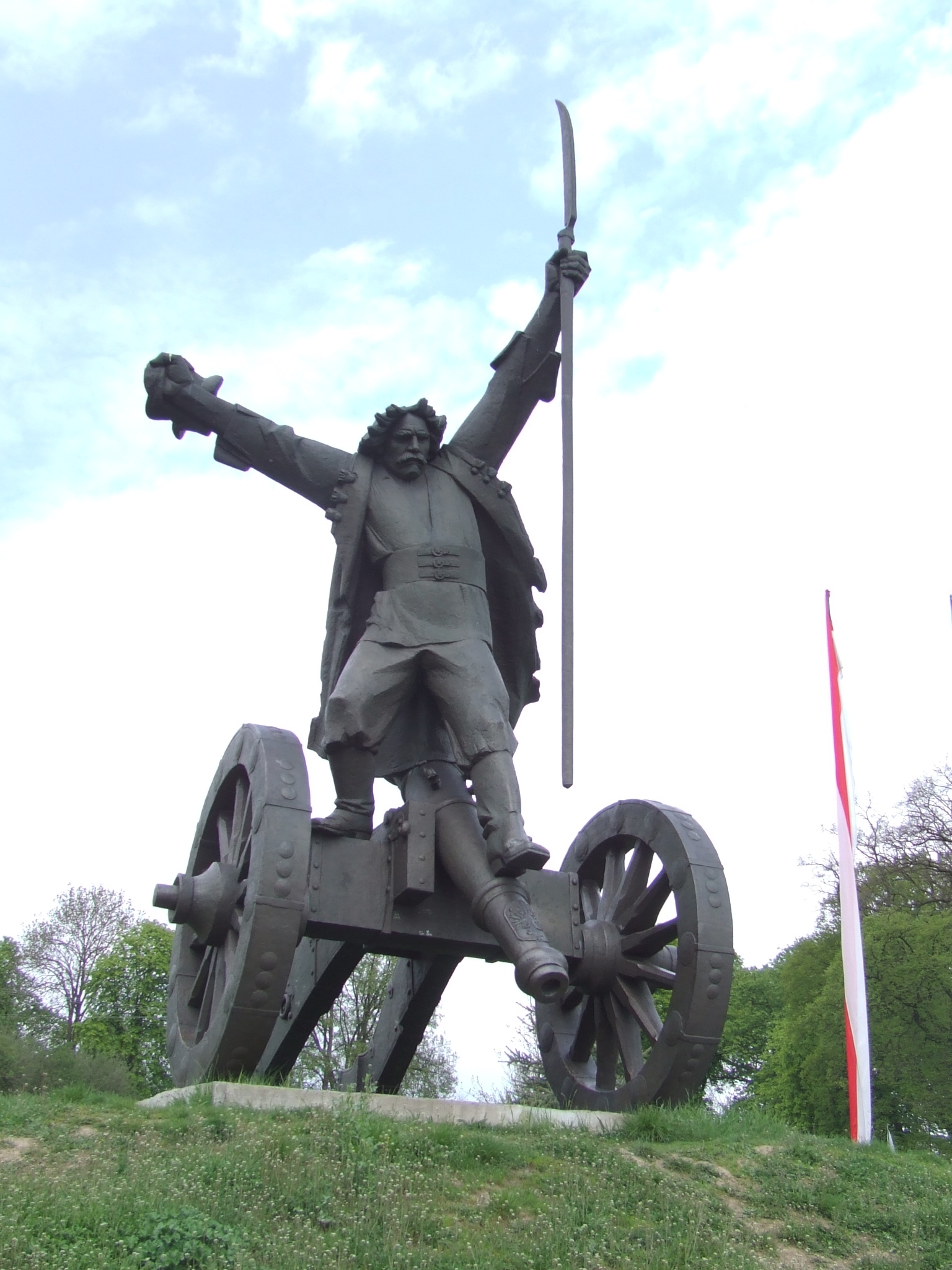
Памятник Бартошу Гловацкому

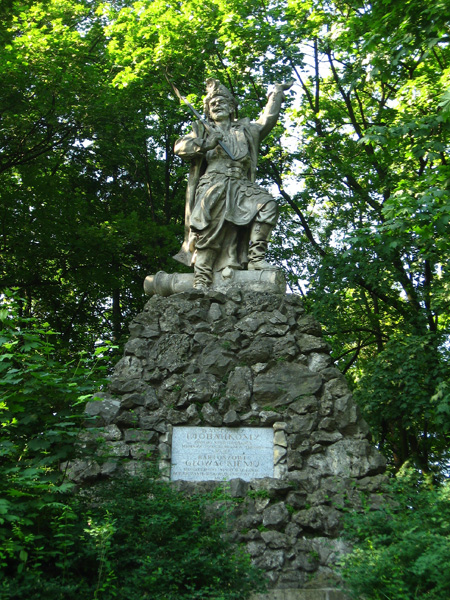
Памятник Бартошу Гловацкому, Лычаковский парк, Львов, Украина

Ба́ртош Глова́цкий  или Во́йцех Бартош Гловацкий  (пол.  Wojciech Bartosz Głowacki, 1756/58, Жендовицы, Польша — 9 июня 1794, Кельце, Польша) — польский крепостной крестьянин, участник восстания Костюшко 1794 года. Стал известен после сражения при селении Рацлавице 4 апреля 1794 года, когда он захватил пушки российской армии. За этот подвиг он получил воинское звание хорунжий краковских гренадеров. Бартош Гловацкий был смертельно ранен 6 июня 1794 года во время сражения возле селения Щекоцины. Бартош Гловацкий является одним из символов польской государственности и борьбы за независимость.

## Биография
Бартош Гловацкий родился в селении Жендовицы (точная дата рождения неизвестна) в семье крепостного крестьянина. Бартош был крепостным дворянина Антония Шуйского. В 1783 году Бартош женился на Ядвиге Черниковой. У него было три дочери, Елена, Цецилия и Юстина.
25 марта 1794 года Бартош Гловацкий был призван в армию военной комиссией (Komisja Porządkowa), которая набирала мужчин в войско повстанцев по одному мужчине от каждого селения. Военная комиссия позволила призванным на военную службу крестьянам взять с собою в качестве военного оружия косу. Костюшко сформировал из подобных крепостных крестьян отдельные пехотные полки, за неимением обычного оружия вооружённые косами.
4 апреля 1794 года Бартош Гловацкий прибыл в военный лагерь при Раславицах, где он принял участие в битве, которая его прославила.
В этом бою Бартош Гловацкий первым пошёл с косой на врага и смог захватить одну из пушек российской армии. После выигранной битвы при Раславицах Костюшко присвоил Бартошу Гловацкому военное звание хоружего и зачислил его в краковский гренадерский полк. Бартош Гловацкий был освобождён из крепостной зависимости и получил в награду участок земли.
6 июня 1794 года Бартош Гловацкий сражался в битве при Щекоцинах. В этой битве пятнадцатитысячное польское войско потерпело поражение от совместной прусско-российской армии. Бартош Гловацкий был одним из 364 раненных, которые были эвакуированы с поля сражения. Бартош Гловацкий умер 9 июня от серьёзных ран и был похоронен в церкви Пресвятой Девы Марии в Кельце.

## Память
Бартош Гловацкий стал символом борьбы польского народа за независимость. Во время раздела Польши его имя использовалось польскими патриотами как знак сопротивления и стойкости польского народа. Во время Польской Народной Республики коммунистические власти использовали имя Бартоша Гловацкого в качестве символа классовой борьбы. В Польше именем Бартоша Гловацкого названы центральные площади и улицы различных польских городов; в его честь воздвигнуты многочисленные памятники, на которых он изображён с косой, стоящим возле пушки.
- 8-я Дрезденская пехотная дивизия Армии Людовой носила имя Бартоша Гловацкого.
- Во Львове в Лычаковском парке находится памятник Бартошу Гловацкому (скульптор Ю. Марковский.
- На вооружении Красной Армии находился бывший польский бронепоезд ПВО № 51, носивший название «Бартош Гловацкий» [1],[2], который был захвачен советскими войсками после занятия ими в 1939 году Львова.
- Ванда Василевская написала пьесу «Бартош Гловацкий».

## Источник
- Lubicz-Pachoński Jan, Wojciech Bartosz Głowacki, biografie, wydawnictwo: PWN, 1987